# 1160 Илирија
1160 Илирија (енгл. 1160 Illyria) је астероид главног астероидног појаса са средњом удаљеношћу од Сунца која износи 2,560 астрономских јединица (АЈ).
Апсолутна магнитуда астероида је 11,1 а геометријски албедо 0,047.